# Liste der Auslandsvertretungen Indiens

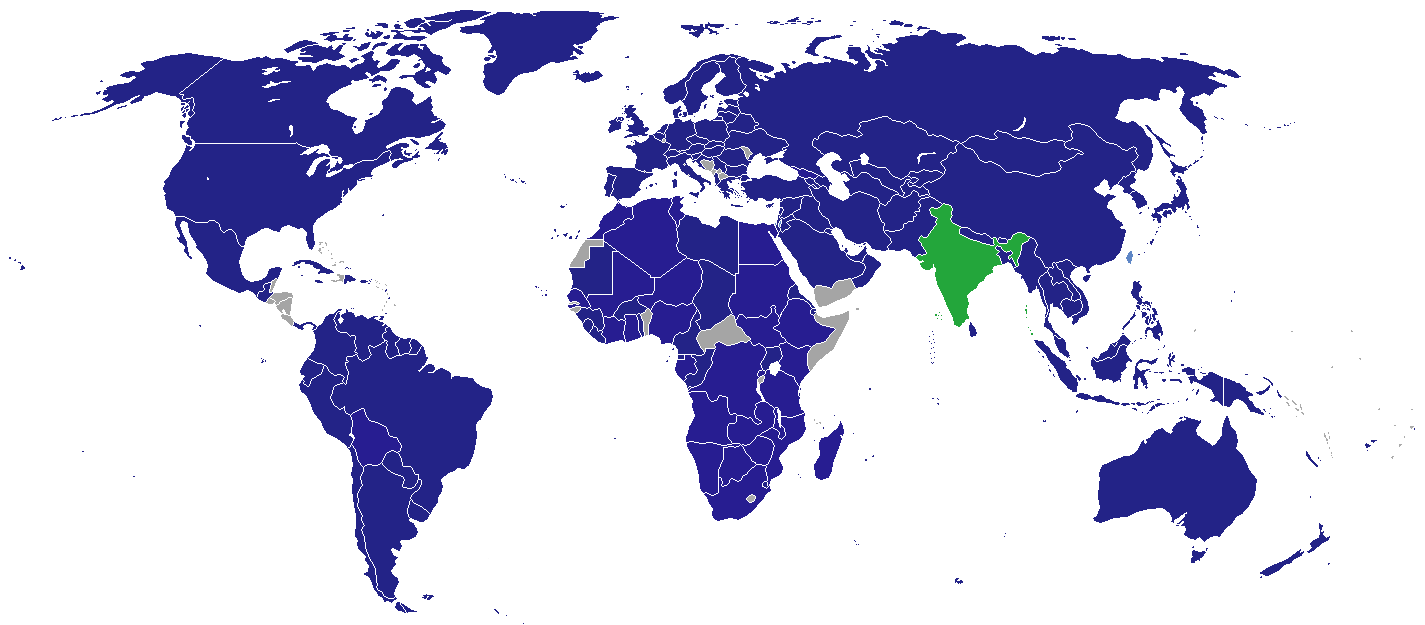
Standorte der diplomatischen Vertretungen Indiens

Dies ist eine Liste der diplomatischen und konsularischen Vertretungen Indiens.

## Diplomatische und konsularische Vertretungen

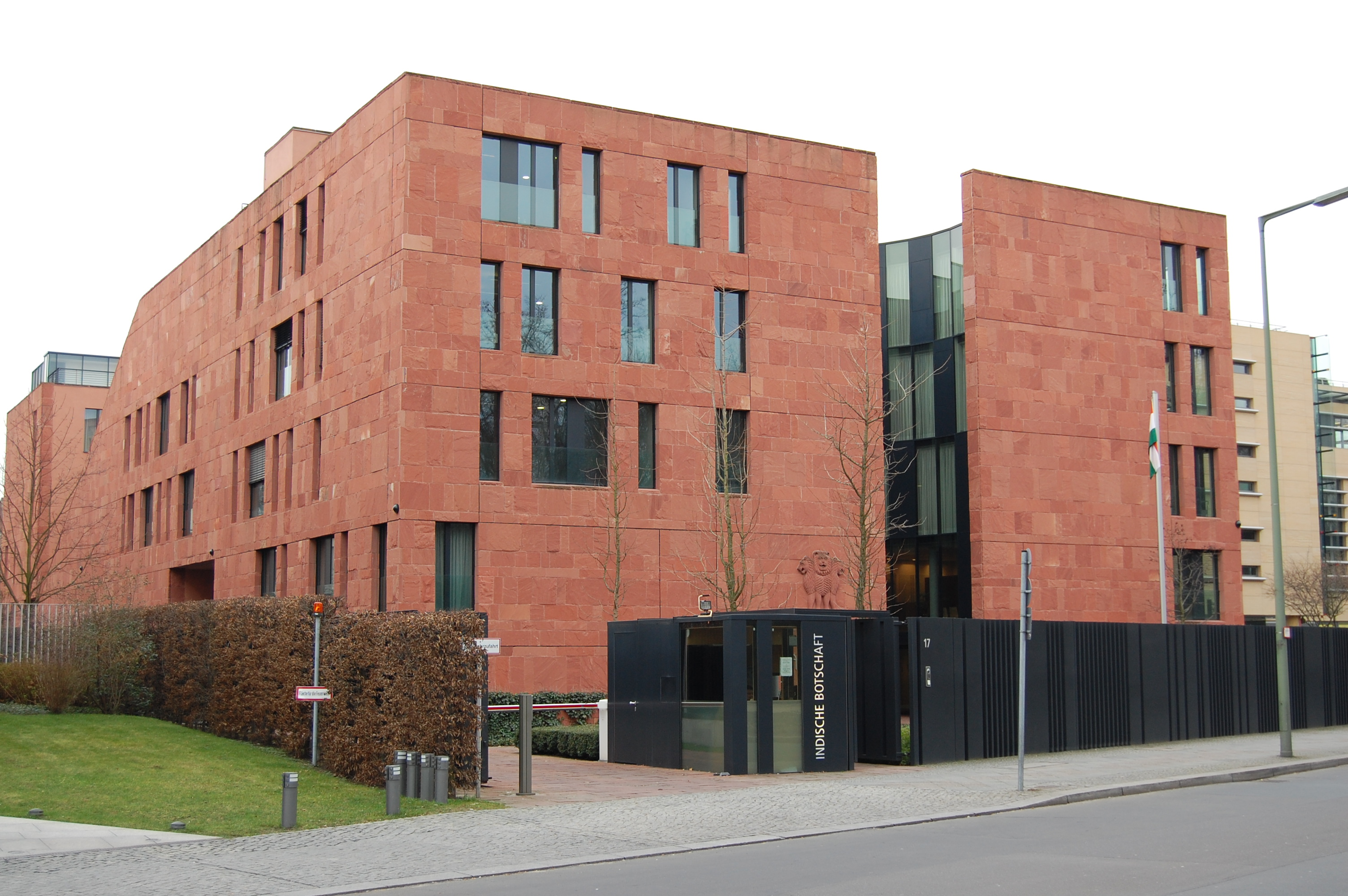
Indische Botschaft in Berlin

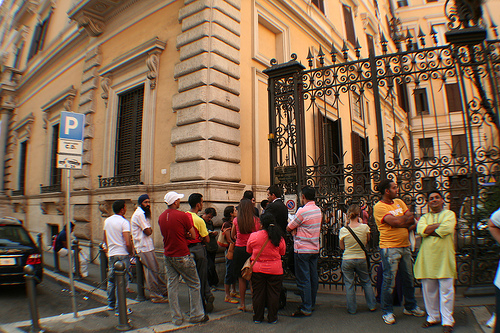
Indische Botschaft in Rom

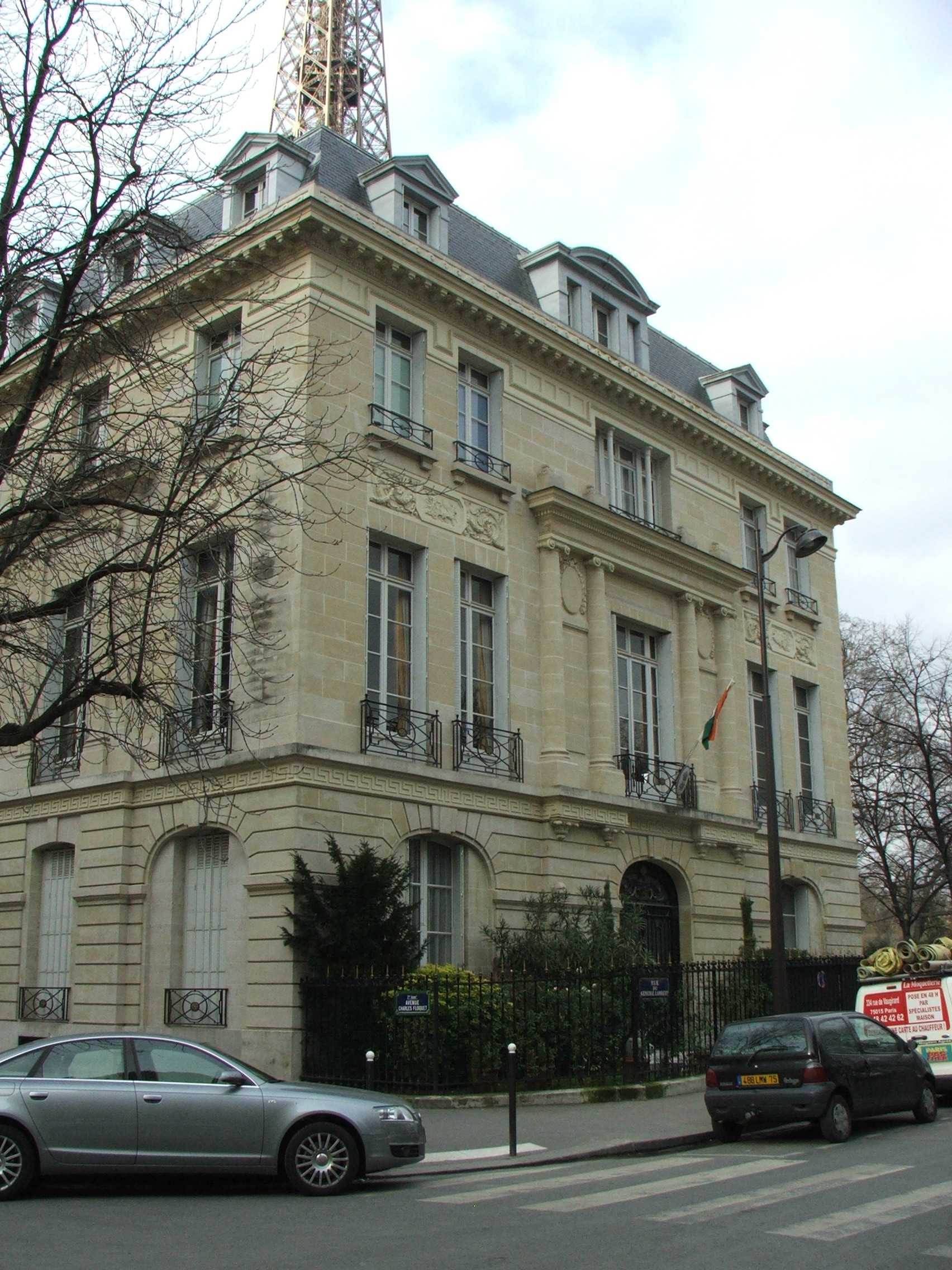
Indische Botschaft in Paris

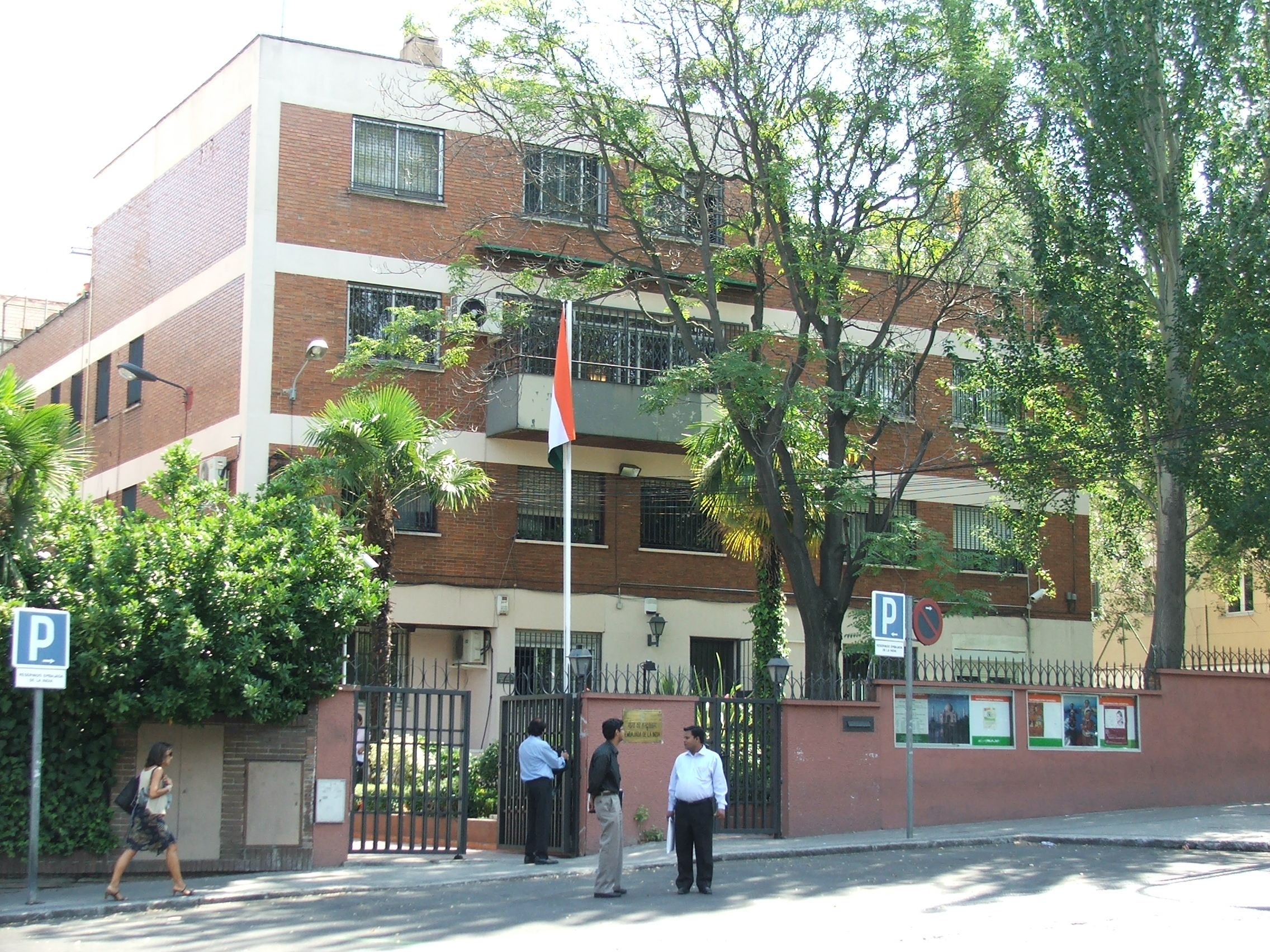
Indische Botschaft in Madrid

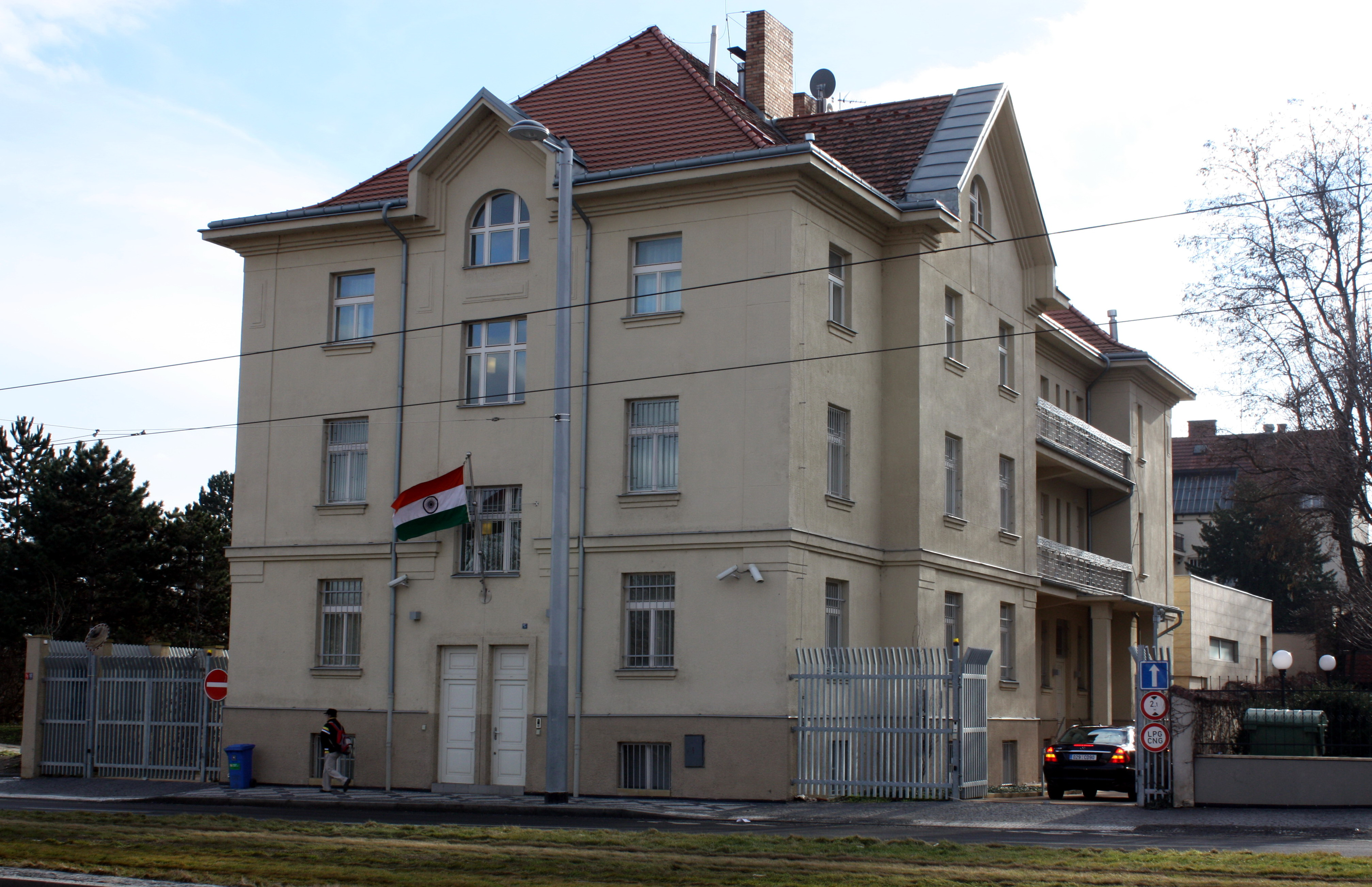
Indische Botschaft in Prag

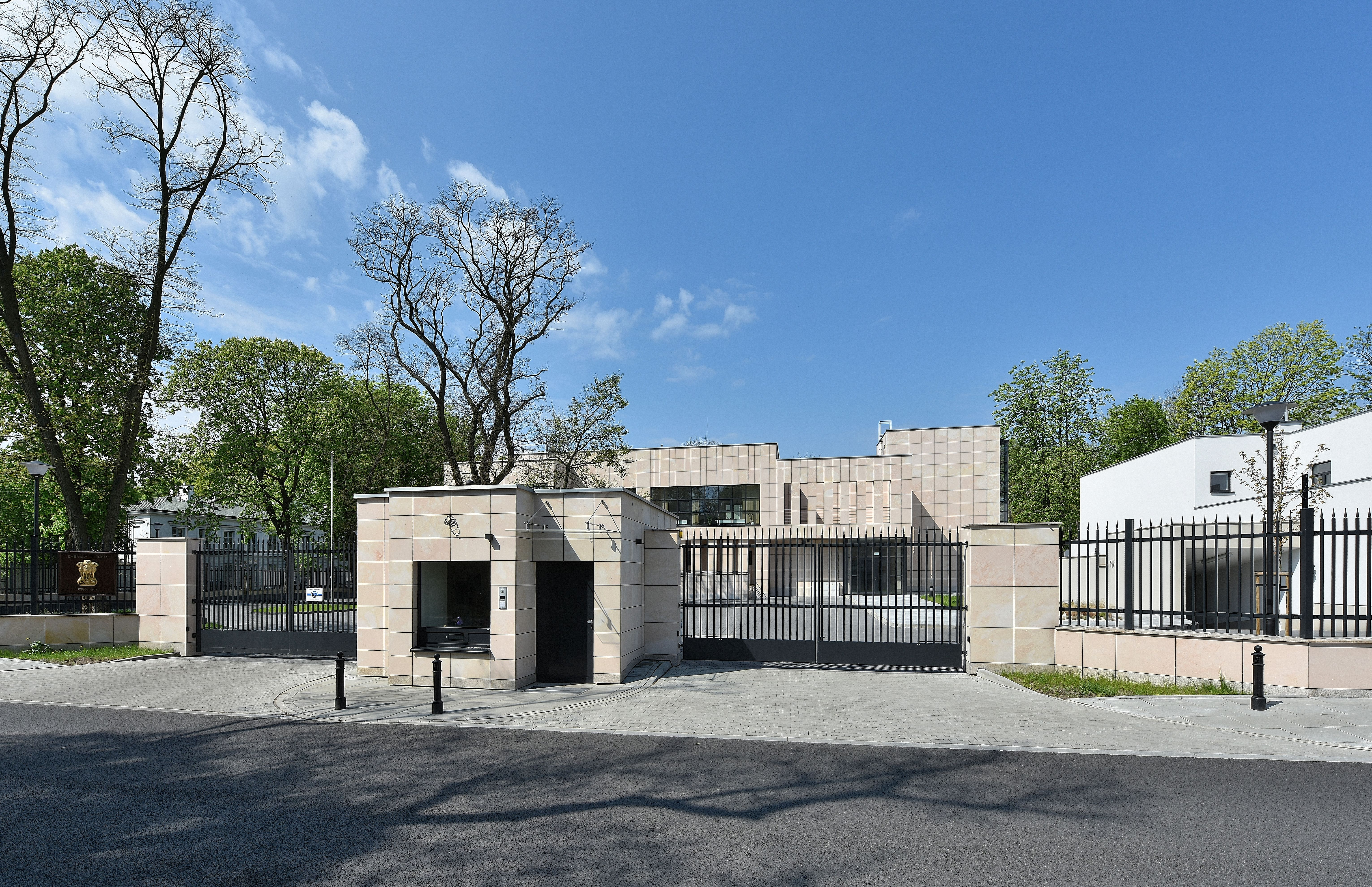
Indische Botschaft in Warschau

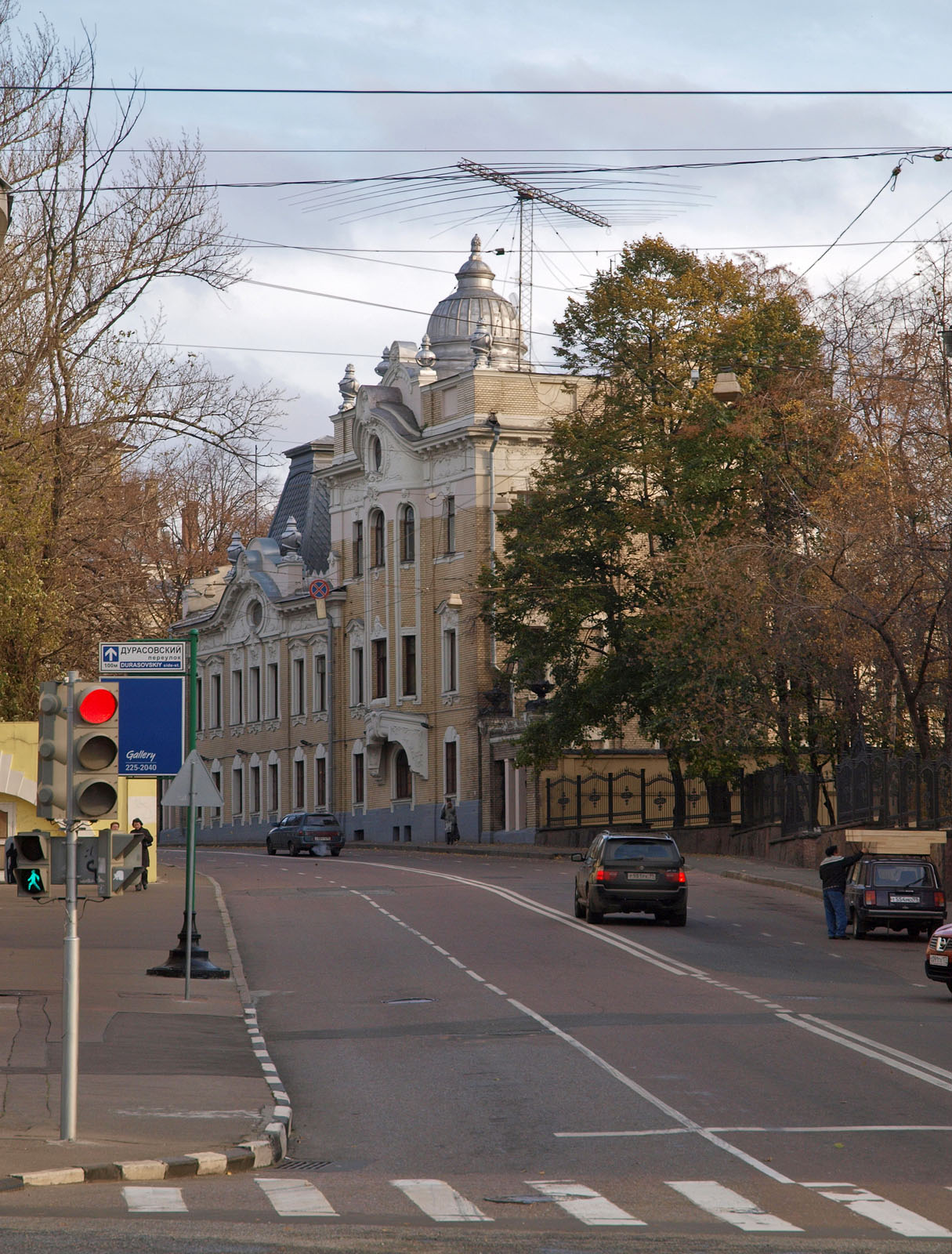
Indische Botschaft in Moskau

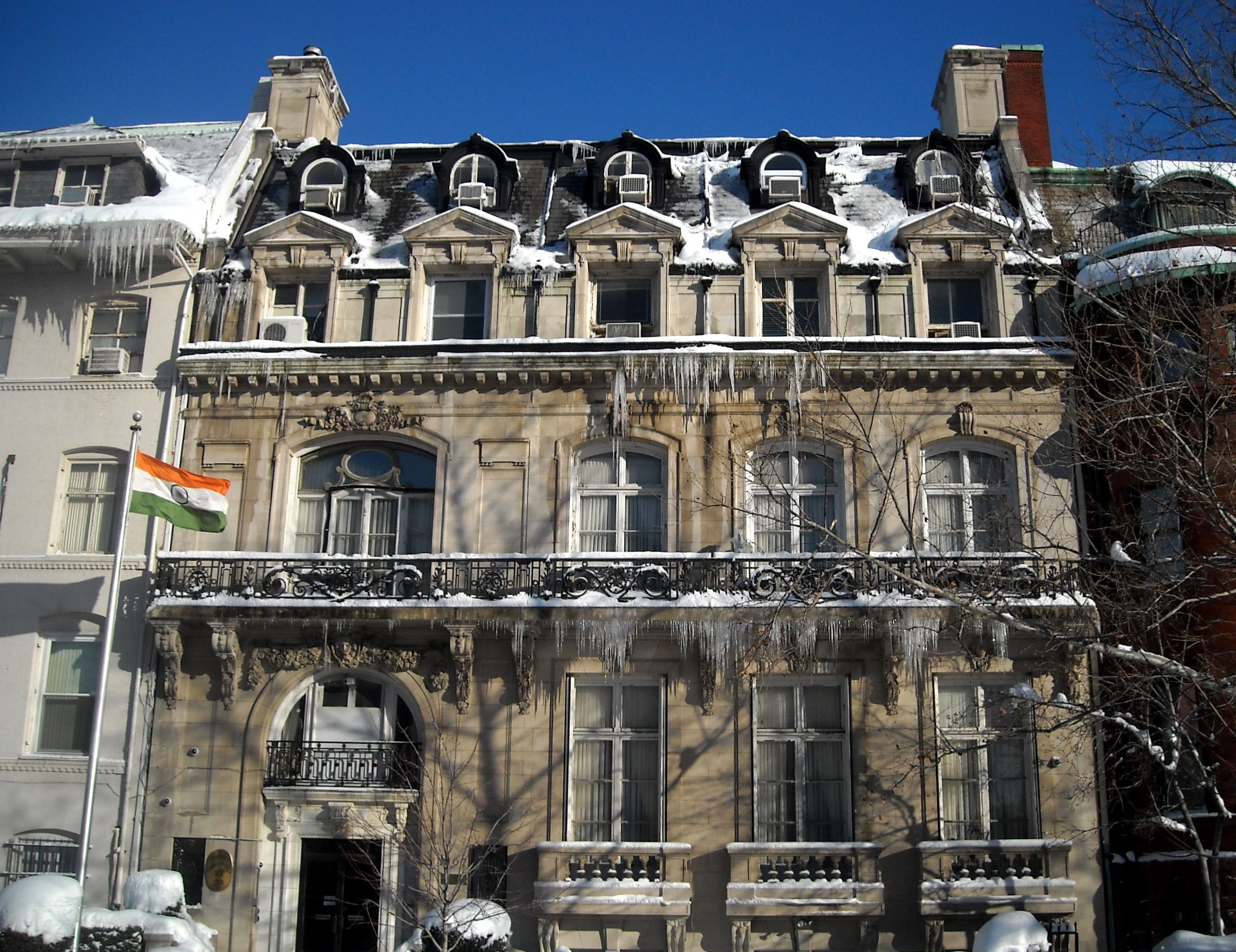
Indische Botschaft in Washington, D.C.

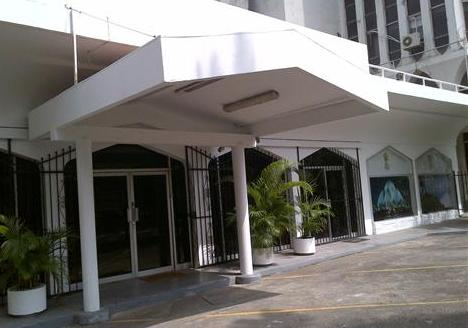
Indische Botschaft in Panama-Stadt

### Afrika
| - Ägypten: Kairo, Botschaft - Algerien: Algier, Botschaft - Angola: Luanda, Botschaft - Äquatorialguinea: Malabo, Botschaft - Äthiopien: Addis Abeba, Botschaft - Botswana: Gaborone, Hohe Kommission - Burkina Faso: Ouagadougou, Botschaft - Demokratische Republik Kongo: Kinshasa, Botschaft - Dschibuti: Dschibuti-Stadt, Botschaft - Elfenbeinküste: Abidjan, Botschaft - Eritrea: Asmara, Botschaft - Eswatini: Mbabane, Hohe Kommission - Ghana: Accra, Hohe Kommission - Guinea: Conakry, Botschaft - Kamerun: Yaoundé, Hohe Kommission - Kenia: Nairobi, Hohe Kommission - Kenia: Mombasa, Stellvertretende Hohe Kommission - Liberia: Monrovia, Botschaft - Madagaskar: Antananarivo, Botschaft - Malawi: Lilongwe, Hohe Kommission - Mali: Bamako, Botschaft - Mauretanien: Nouakchott, Botschaft - Mauritius: Port Louis, Hohe Kommission - Marokko: Rabat, Botschaft - Mosambik: Maputo, Hohe Kommission | - Namibia: Windhoek, Hohe Kommission - Niger: Niamey, Botschaft - Nigeria: Abuja, Hohe Kommission - Nigeria: Lagos, Stellvertretende Hohe Kommission - Ruanda: Kigali, Hohe Kommission - Republik Kongo: Brazzaville, Botschaft - São Tomé und Príncipe: São Tomé, Botschaft - Sambia: Lusaka, Hohe Kommission - Senegal: Dakar, Botschaft - Seychellen: Victoria, Hohe Kommission - Sierra Leone: Freetown, Hohe Kommission - Simbabwe: Harare, Botschaft - Südafrika: Pretoria, Hohe Kommission - Südafrika: Kapstadt, Hohe Kommission - Südafrika: Durban, Stellvertretende Hohe Kommission - Südafrika: Johannesburg, Stellvertretende Hohe Kommission - Sudan: Khartum, Botschaft - Südsudan: Juba, Botschaft - Tansania: Daressalam, Hohe Kommission - Tansania: Sansibar, Generalkonsulat - Togo: Lomé, Botschaft - Tunesien: Tunis, Botschaft - Uganda: Kampala, Hohe Kommission |

### Asien
| - Afghanistan: Kabul, Botschaft - Armenien: Jerewan, Botschaft - Aserbaidschan: Baku, Botschaft - Bahrain: Manama, Botschaft - Bangladesch: Dhaka, Hohe Kommission - Bangladesch: Chittagong, Stellvertretende Hohe Kommission - Bangladesch: Khulna, Stellvertretende Hohe Kommission - Bangladesch: Rajshahi, Stellvertretende Hohe Kommission - Bangladesch: Sylhet, Stellvertretende Hohe Kommission - Bhutan: Thimphu, Botschaft - Bhutan: Phuentsholing, Verbindungsbüro - Brunei: Bandar Seri Begawan, Hohe Kommission - Volksrepublik China: Peking, Botschaft - Volksrepublik China: Guangzhou, Generalkonsulat - Volksrepublik China: Hongkong, Generalkonsulat - Volksrepublik China: Shanghai, Generalkonsulat - Indonesien: Jakarta, Botschaft - Indonesien: Medan, Generalkonsulat - Indonesien: Bali, Generalkonsulat - Iran: Teheran, Botschaft - Iran: Zahedan, Generalkonsulat - Iran: Bandar Abbas, Konsulat - Irak: Bagdad, Botschaft - Irak: Erbil, Generalkonsulat - Israel: Tel Aviv, Botschaft - Japan: Tokio, Botschaft - Japan: Osaka, Generalkonsulat - Jemen: Sanaa, Botschaft - Jordanien: Amman, Botschaft - Kasachstan: Astana, Botschaft - Katar: Doha, Botschaft - Kambodscha: Phnom Penh, Botschaft - Kirgisistan: Bischkek, Botschaft - Kuwait: Kuwait, Botschaft | - Laos: Vientiane, Botschaft - Libanon: Beirut, Botschaft - Malaysia: Kuala Lumpur, Hohe Kommission - Malediven: Malé, Botschaft - Mongolei: Ulaanbaatar, Botschaft - Myanmar: Rangun, Botschaft - Myanmar: Mandalay, Generalkonsulat - Myanmar: Sittwe, Generalkonsulat - Nepal: Kathmandu, Botschaft - Nepal: Birganj, Konsulat - Nordkorea: Pjöngjang, Botschaft - Oman: Maskat, Botschaft - Pakistan: Islamabad, Hohe Kommission - Palestina: Ramallah, Vertretungsbüro - Philippinen: Manila, Botschaft - Saudi-Arabien: Riad, Botschaft - Saudi-Arabien: Dschidda, Generalkonsulat - Singapur: Singapur, Hohe Kommission - Sri Lanka: Colombo, Hohe Kommission - Sri Lanka: Kandy, Stellvertretende Hohe Kommission - Sri Lanka: Hambantota, Generalkonsulat - Sri Lanka: Jaffna, Generalkonsulat - Südkorea: Seoul, Botschaft - Syrien: Damaskus, Botschaft - Tadschikistan: Duschanbe, Botschaft - Taiwan: Taipei, Indien-Taipei Verband - Thailand: Bangkok, Botschaft - Thailand: Chiang Mai, Generalkonsulat - Turkmenistan: Aşgabat, Botschaft - Usbekistan: Taschkent, Botschaft - Vereinigte Arabische Emirate: Abu Dhabi, Botschaft - Vereinigte Arabische Emirate: Dubai, Generalkonsulat - Vietnam: Hanoi, Botschaft - Vietnam: Ho-Chi-Minh-Stadt, Generalkonsulat |

### Australien und Ozeanien
| - Australien: Canberra, Hohe Kommission - Australien: Melbourne, Stellvertretende Hohe Kommission - Australien: Sydney, Stellvertretende Hohe Kommission - Australien: Perth, Generalkonsulat | - Fidschi: Suva, Hohe Kommission - Neuseeland: Wellington, Hohe Kommission - Papua-Neuguinea: Port Moresby, Hohe Kommission |

### Europa
| - Belgien: Brüssel, Botschaft - Bulgarien: Sofia, Botschaft - Dänemark: Kopenhagen, Botschaft - Deutschland: Berlin, Botschaft - Deutschland: Frankfurt, Generalkonsulat - Deutschland: Hamburg, Generalkonsulat - Deutschland: München, Generalkonsulat - Finnland: Helsinki, Botschaft - Frankreich: Paris, Botschaft - Frankreich: Saint-Denis, Réunion, Generalkonsulat - Griechenland: Athen, Botschaft - Island: Reykjavík, Botschaft - Irland: Dublin, Botschaft - Italien: Rom, Botschaft - Italien: Mailand, Generalkonsulat - Kroatien: Zagreb, Botschaft - Niederlande: Den Haag, Botschaft - Norwegen: Oslo, Botschaft - Österreich: Wien, Botschaft - Polen: Warschau, Botschaft - Portugal: Lissabon, Botschaft | - Rumänien: Bukarest, Botschaft - Russland: Moskau, Botschaft - Russland: St. Petersburg, Generalkonsulat - Russland: Wladiwostok, Generalkonsulat - Schweden: Stockholm, Botschaft - Schweiz: Bern, Botschaft - Schweiz: Genf, Generalkonsulat - Serbien: Belgrad, Botschaft - Slowakei: Bratislava, Botschaft - Spanien: Madrid, Botschaft - Tschechien: Prag, Botschaft - Türkei: Ankara, Botschaft - Türkei: Istanbul, Generalkonsulat - Ukraine: Kiew, Botschaft - Ungarn: Budapest, Botschaft - Vereinigtes Königreich: London, Hohe Kommission - Vereinigtes Königreich: Birmingham, Stellvertretende Hohe Kommission - Vereinigtes Königreich: Edinburgh, Stellvertretende Hohe Kommission - Belarus: Minsk, Botschaft - Zypern: Nikosia, Hohe Kommission |

### Nordamerika
| - Guatemala: Guatemala-Stadt, Botschaft - Dominikanische Republik, Santo Domingo, Botschaft - Jamaika: Kingston, Hohe Kommission - Kanada: Ottawa, Hohe Kommission - Kanada: Toronto, Stellvertretende Hohe Kommission - Kanada: Vancouver, Stellvertretende Hohe Kommission - Kuba: Havanna, Botschaft - Mexiko: Mexiko-Stadt, Botschaft - Panama: Panama-Stadt, Botschaft | - Trinidad und Tobago: Port of Spain, Hohe Kommission - Vereinigte Staaten: Washington, D.C., Botschaft - Vereinigte Staaten: Atlanta, Generalkonsulat - Vereinigte Staaten: Chicago, Generalkonsulat - Vereinigte Staaten: Houston, Generalkonsulat - Vereinigte Staaten: New York, Generalkonsulat - Vereinigte Staaten: San Francisco, Generalkonsulat - Vereinigte Staaten: Seattle, Generalkonsulat |

### Südamerika
| - Argentinien: Buenos Aires, Botschaft - Brasilien: Brasília, Botschaft - Brasilien: São Paulo, Generalkonsulat - Chile: Santiago de Chile, Botschaft - Guyana: Georgetown, Hohe Kommission | - Kolumbien: Bogotá, Botschaft - Paraguay: Asunción, Botschaft - Peru: Lima, Botschaft - Suriname: Paramaribo, Botschaft - Venezuela: Caracas, Botschaft |

## Vertretungen bei internationalen Organisationen
- Europäische Union: Brüssel, Mission
- Vereinte Nationen: New York, Ständige Mission
- Vereinte Nationen: Genf, Ständige Mission
- Vereinte Nationen: Wien, Ständige Mission
- UNESCO: Paris, Ständige Mission